# Милутин Костић (сликар)
Милутин Костић (Лапље Село, 7. јул 1942) српски је сликар и сценограф.

## Биографија
Милутин Костић је 1972. дипломирао сценографију на Академији примењених уметности у Београду. Био је сценограф српске драме Народног позоришта Приштина од 1952. године. До новембра 1993. био је вршиоц дужности управника овог позоришта.

### Награде
- Сусрети "Јоаким Вујић" (1984 и 1985);
- Награда УЛУПУДС-а за сценографију (1975 и 1979);
- Награда на данима културе у Љубљани "Иван Цанкар";
- Децембарска награда САП Косова.